# Peter Wawerzinek

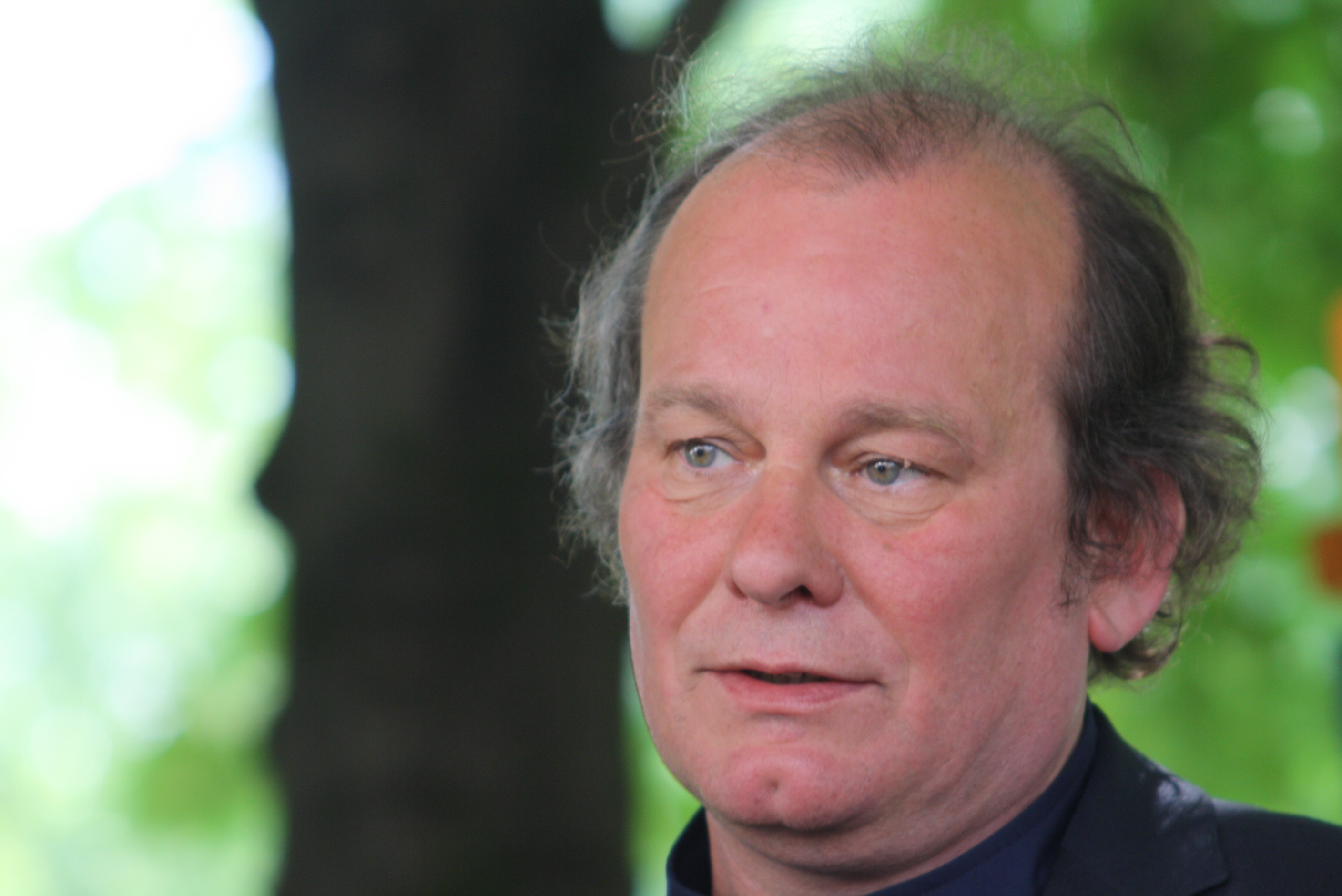
Peter Wawerzinek (2010)

Peter Wawerzinek (* 28. September 1954 in Rostock als Peter Runkel) ist ein deutscher Schriftsteller. Der Name „Wawerzinek“ leitet sich vom polnischen Wort 'wawrzynek' (Seidelbast) ab, einer Pflanze, die zur Papierherstellung verwendet wurde und aus der Wawerzinek seinen Bezug zum Medium Literatur ableitet.

## Leben
Peter Wawerzinek wurde von seinen Eltern mit seiner ein Jahr jüngeren Schwester 1957 in ihrer Wohnung in Rostock zurückgelassen. Die Eltern sind in einer Nacht-und-Nebel-Aktion in den Westen gegangen. Nachdem man die Kinder, nach 5 Tagen, in der völlig verwahrlosten Wohnung fand, verbrachte Wawerzinek getrennt von seiner Schwester zehn Jahre in staatlichen Kinderheimen, bis er von einem Lehrerehepaar adoptiert wurde und in verschiedenen Orten an der Ostsee aufwuchs. Nach dem Schulbesuch absolvierte Wawerzinek eine Lehre als Textilzeichner. Er leistete seinen Militärdienst bei der NVA ab; 1978 zog er nach Ost-Berlin. Dort begann er ein Studium an der Kunsthochschule Berlin-Weißensee, das er jedoch nach zwei Jahren abbrach. Anschließend jobbte er in verschiedenen Berufen, unter anderem als Briefträger und Kellner bei der Mitropa.
In den Achtzigerjahren war er als Performance-Künstler und Stegreif-Poet aktiv und in der Literaturszene am Berlin-Prenzlauer Berg bekannt, wo er unter anderem im Nachbarschaftsprojekt Hirschhof auftrat. Von 1988 bis 1990 unternahm er gemeinsam mit Matthias Baader Holst eine Tournee durch die DDR. Er ist seit 1998 Mitglied im PEN-Zentrum Deutschland und Mitgründer des PEN Berlin. Nach der Wende veröffentlichte er als erstes eine Sammlung von Parodien zur DDR-Literatur, danach skurrile, experimentelle Prosatexte über einen Außenseiter der DDR-Gesellschaft. Weitere Werke Wawerzineks sind stark autobiografisch geprägt und haben die Heimatregion des Autors – Mecklenburg-Vorpommern – zum Thema. Wawerzinek schreibt auch Hörspiele und journalistische Texte.
Sein Durchbruch gelang Wawerzinek mit dem Ingeborg-Bachmann-Preis 2010 für seinen damals noch unveröffentlichten Roman Rabenliebe. Seine Alkoholsucht, die er ab 2003 therapeutisch bekämpfte, verarbeitete Wawerzinek in seinem Roman Schluckspecht (2014). Beim Ingeborg-Bachmann-Preis 2015 hielt der Autor eine stark autobiografisch getönte Eröffnungsrede. Dabei bezeichnete er Klagenfurt als seine „literarische Geburtsstadt“.
Wawerzinek schreibt auch Beiträge in den Tagesmedien, so etwa in den Tageszeitungen Berliner Zeitung, junge Welt und Tagesspiegel.

## Preise und Auszeichnungen
Wawerzinek erhielt 1991 das Bertelsmann-Stipendium beim Ingeborg-Bachmann-Preis und den Deutschen Kritikerpreis für Literatur, 1993 ein Stipendium des Deutschen Literaturfonds sowie den Hörspielpreis der Akademie der Künste (Berlin) für Nix. Er war außerdem Stipendiat des Heinrich-Böll-Hauses in Langenbroich (Eifel) und erhielt 2003 und 2021 das Alfred-Döblin-Stipendium der Berliner Akademie der Künste in Wewelsfleth. Mit dem Text Kleines Seebeben gewann er im Jahr 2007 den „wolfgang see literatur Wettbewerb“ und war drei Monate lang „Seeschreiber“ des Wolfgangsees. Der Roman Rabenliebe gelangte auf die Shortlist des Deutschen Buchpreises.
Wawerzinek war 2011 fünf Monate lang Stadtschreiber in Klagenfurt, 2012 Stadtschreiber in Jena, 2015 Magdeburger Stadtschreiber und ab Juni 2016 für ein halbes Jahr der Dresdner Stadtschreiber. Für 2019/2020 wurde ihm ein Literaturstipendium in der Villa Massimo in Rom zuerkannt.
2024 wurde Wawerzinek mit der Ehrengabe der Deutschen Schillerstiftung ausgezeichnet. Sein Roman Rom sehen und nicht sterben steht 2025 auf der Longlist des Deutschen Buchpreises.

## Werke
Printausgaben
- Es war einmal … – Parodien zur DDR-Literatur, Berlin 1990
- Nix, Roman, Berlin 1990
- Die 6. Tonnenleerung, Berlin 1990
- Moppel Schappiks Tätowierungen, Berlin 1991
- Das Kind, das ich war, Transit Buchverlag, Berlin 1994, ISBN 978-3-88747-251-1
- Mein Babylon, Transit Buchverlag, Berlin 1995
- Fallada ich zucke, Berlin 1996 (zusammen mit Klaus Zylla)
- Vielleicht kommt Peter noch vorbei, Leipzig 1997
- Café Komplott, Transit Buchverlag, Berlin 1998
- Oliv ist Arsen oder Pekinger Wüsteneien, Berlin 1998 (zusammen mit Klaus Bendler)
- Skorbut, Augsburg 1998 (zusammen mit Moritz Götze)
- Der Galionsfigurenschnitzer, Berlin 2000 (zusammen mit Tim von Veh)
- Das Meer an sich ist weniger, Prosa, Transit Buchverlag, Berlin 2000
- Der Krieg ist doch verloren?, Rheinbach 2001 (zusammen mit Bodo Korsig)
- Sperrzone reines Deutschland. Szenen einer Sommerreise, Transit Buchverlag, Berlin 2001
- Mein Salzkammergut. Von Seereisen und Seefahrten, Essays, Wien, St. Wolfgang 2008
- Das Desinteresse, Hasenverlag, Halle 2010, ISBN 978-3-939468-53-0
- Rabenliebe, Galiani, Berlin 2010, ISBN 978-3-86971-020-4 als Hörbuch: gelesen von Michael Rotschopf, Argon Hörbuch, Berlin 2011, 619 min., 9 CD
- Parodien. Wawerzineks Raubzüge durch die deutsche Literatur. Galiani, Berlin 2011. Mit vom Autor eingelesener CD. ISBN 978-3-86971-040-2
- Crashkurs Klagenfurt. Poesie und Propaganda (zusammen mit Karsten Krampitz), Edition Meerauge, Klagenfurt 2012, ISBN 978-3-7084-0421-9
- Schluckspecht. Galiani, Berlin 2014, ISBN 978-3-86971-084-6
- Ich Dylan Ich. Verlag Wortreich 2015, ISBN 978-3-903091-01-6
- Das auffallend unauffällige Leben der Haushälterin Hannelore Keyn in der Villa Grassimo zu Wewelsfleth. Geistergeschichten (zusammen mit Thilo Bock). Verbrecher Verlag 2016, ISBN 978-3-95732-195-4
- Bin ein Schreiberling. Transit Buchverlag 2017, ISBN 978-3-88747-341-9
- Rausch. Bernstein-Verlag 2018, ISBN 978-3-945426-31-9 (zusammen mit Sven Heuchert und 2 Gedichten von M.A. Littler)
- Geisterfahrt durch Südschweden. Edition Outbird, Gera 2019, ISBN 978-3-95915-120-7
- Liebestölpel. Verlag Galiani Berlin, Köln 2019, ISBN 978-3-86971-152-2

Hörspiele
- 1993 Nix, Regie: Barbara Schäfer, Produktion: SFB/DS-Kultur (Hörspielpreis der Akademie der Künste 1993, Hörspiel des Monats März 1993)
- 1998 Fallada, ich zucke, Regie: Wolfgang Rindfleisch, Produktion: SFB-ORB
- 2000 Das Meer an sich ist weniger - Ein musikalischer Bilderbogen, Regie: Wolfgang Rindfleisch, Produktion: DLF
- 2008 Café Komplott, Regie: Wolfgang Rindfleisch, Produktion: DLF

## Hörspiele (Auswahl)
Sprecher:
- 2006: Dylan Thomas: Unter dem Milchwald (Zweiter Ertrunkener) - Bearbeitung und Regie: Götz Fritsch (Original-Hörspiel - MDR)

## Filme
- 2019: Lievalleen, Regie: Peter Wawerzinek, zusammen mit Steffen Sebastian[12]

## Sekundärliteratur
- Andreas Erb (Hrsg.): Von Mecklenburg zum Prenzlauer Berg: Peter Wawerzinek. Essen: Klartext Verlag 2005, ISBN 3-89861-343-7.
- Die Besten 2010. Klagenfurter Texte (Piper, München. 224 S.) erscheint im September 2010.
- Janine Ludwig: Lemma „Peter Wawerzinek“, in: Killy Literaturlexikon. Autoren und Werke des deutschsprachigen Kulturraums. 2., überarb. und erw. Aufl. Bd. 11. Hg. Wilhelm Kühlmann. Berlin, New York: Walter de Gruyter 2011, S. 162–163.
- Janine Ludwig, Iris Thalhammer: „In den Büchern Fadheit, Geschwätz – Peter Wawerzineks Blick auf den Prenzlauer Berg der 1980er Jahre“, in: Janine Ludwig, Mirjam Meuser: Literatur ohne Land? Schreibstrategien einer DDR-Literatur im vereinten Deutschland, Band 1, mit einem Vorwort von Frank Hörnigk, Freiburg: FWPF 2009, neu aufgelegt beim BasisDruck Verlag Berlin 2015, S. 237–254.
- Julian Preece,‘“Was Eigenes Sagen”: The Many Autobiographies of Peter Warwerzinek’, in 'Whose Story? Continuities in Contemporary German-language Literature. Oxford, 1998. Hrsg. Arthur Williams, Stuart Parkes, und Julian Preece, S. 67–84.